# Kangura
Kangura va ser una revista de Ruanda redactada en kinyarwanda i francès que va servir per atiar l'odi ètnic en el període previ al genocidi ruandès. La revista va ser fundada el 1990, després de la invasió del Front Patriòtic Ruandès (FPR), i va continuar publicant fins al genocidi. Patrocinat pel partit dominant MRND i editat pel fundador Hassan Ngeze, la revista va ser una resposta a Kanguka, patrocinada pel FPR adoptant un estil informal similar. "Kangura" era una paraula kinyarwanda que significava "despertar als altres" en lloc de "Kanguka" que significa "despertar". La seu de la publicació era a Gisenyi.
La revista va ser l'equivalent en versió impresa de la creada posteriorment Radio Télévision Libre des Mille Collines (RTLM), publicant articles molt crítics amb el FPR i els tutsis en general. Les seves notícies sensacionalistes es difonien pel boca a boca a través de la població majorment analfabeta. Les còpies de Kangura es llegien en reunions públiques i, quan s'acostava el genocidi, durant les incursions de la milícia Interahamwe.

## Suport i connexions
La revista va ser finançada pels militars, membres del MRND i una agència d'intel·ligència del govern. Entre els patrocinadors hi havia el tinent coronel Anatole Nsengiyumva i Protais Zigiranyirazo posteriorment acusats pel Tribunal Penal Internacional per a Ruanda. Es van publicar dues edicions lingüístiques dues vegades al mes en lots de 1.500 a 3.000 exemplars. Algunes de les primeres edicions es van publicar a les impremtes governamentals. A causa de l'estreta relació de la revista amb el govern, que va arribar a ser vista com un vehicle del govern del president Juvénal Habyarimana per posar a prova les idees, encara que Kangura no va dubtar a criticar el president sobre les concessions fetes durant lwa les negociacions a Arusha amb el rebel Front Patriòtic Ruandès (FPR).
Kangura va ser clau per fomentar l'extremisme i, al seu torn, esdevé la veu de la CDR a partir de la seva fundació al febrer de 1992. El CDR va ser una branca extremista del MRND que feia campanya a favor d'una nació "pura hutu" i no permetia l'ingrés als ruandesos amb avis tutsis. Si bé inicialment fou format per donar suport a la negativa de MRND i a Habyarimana a les posicions exposades, la CDR aviat va desenvolupar una vida pròpia. Roméo Dallaire, el comandant de la força de pau UNAMIR, es referiria més tard a Kangura com El seu '[del CDR]' panflet propagandista i un "diari difamatori extremista".
Les àmplies connexions de Kangura amb l'elit dominant semblaven donar a la revista algun reconeixement. "Les persones que d'una altra manera podrien haver-la ignorat [la revista] li van prestar atenció, perquè Kangura semblava saber el que anava a succeir abans que esdevingués", va declarar la periodista kenyana Maria Kimani.

## Contingut
Un article en el sisè nombre, publicat al desembre de 1990 va ser la primera publicació dels "Deu Manaments Hutu" què decretava que els hutus que interactuaven amb els tutsis eren traïdors. Un altre article al desembre de 1990 va afirmar que els tutsis estaven preparats per a una guerra que de la que "no hi hauria supervivents". La part posterior del número sis era una imatge del president francès François Mitterrand amb la llegenda: "és durant els temps difícils que hom arriba a conèixer els seus veritables amics."
Un editorial al número del 9 de febrer de 1991 va declarar: "Ensenyem als inkotanyi [partidaris del FPR] exterminem-los fins a l'últim d'ells." En una edició de novembre de 1991, Ngeze es pregunta "Quines eines utilitzarem per derrotar els inyenzi d'una vegada per totes?" al costat d'una imatge d'un matxet. El març de 1993 va aconsellar, «una paneroles dona a llum paneroles ... la història de Ruanda ens mostra clarament que un tutsi sempre es manté exactament igual, que mai ha canviat." Kangura va afirmar posteriorment que alguns dels que havien dit que eren hutus eren de fet tutsis i que aquestes persones podrien ser reconeguts perquè "no tenien un compromís amb la causa hutu" i que el FPR havia iniciat la seva invasió de 1990 per tal de restablir la monarquia tutsi i esclavitzar els hutus.
Els escrits del fundador Ngeze a la revista sovint insinua les exterminacions. Al número 54, del mes de març de 1994 Ngeze va declarar que el FPR tenia una llista de 1.600 persones que matarien si mai prenien el poder i va advertir que "els còmplices de l'enemic són ben coneguts. Per tant, en cas que els inyenzi tinguessin el coratge d'entendre que si cometen un petit error, han de ser exterminats."
Kangura implicava també amenaces contra el president Habyarimana, sobretot després que els seus fundadors van passar-se del MRND al CDR. En el nombre de desembre de 1993 declaraven que un soldat hutu molest per l'acord d'Arusha aviat assassinaria al president. El nombre de gener de 1994 va predir que Habyarimana seria assassinat el març.

## Resums
Kangura va deixar de publicar-se el 6 d'abril de 1994, quan l'avió que portava els presidents Habyarimana i Cyprien Ntaryamira de Burundi es va estavellar sobre Kigali. Això fou la guspira que va engegar el genocidi. Unes 800.000 persones foren assassinades, la majoria tutsis però també hutus moderats que intentaren protegir els tutsis de les milícies.
Hassan Ngeze, fundador, editor i comptable de Kangura va marxar del país quan el FPR va prendre el poder. Fou arrestat en 1997 i acusat pel Tribunal Penal Internacional per a Ruanda per la seva implicació a Kangura, així com la supervisió de les massacres a la seva província de Gisenyi natal. El seu judici, que aplegava altres cofundadors de RTLM com Ferdinand Nahimana i Jean-Bosco Barayagwiza, va ser el primer a establir que les organitzacions de mitjans de comunicació podien ser considerades responsable d'incitar al genocidi des de la condemna de l'editor nazi Julius Streicher en 1946. En 2003, Ngeze fou sentenciat a cadena perpètua; Nahimana i Barayagwiza també foren condemnats.